# Microibidion rubicundulum
Microibidion rubicundulum är en skalbaggsart som först beskrevs av Pierre Émile Gounelle 1913.  Microibidion rubicundulum ingår i släktet Microibidion och familjen långhorningar. Inga underarter finns listade i Catalogue of Life.